# Riccardo Chailly
Riccardo Chailly (ur. 20 lutego 1953 w Mediolanie) – włoski dyrygent.
Jego ojcem był kompozytor – Luciano Chailly. Jako dwudziestolatek Riccardo asystował przy koncertach w La Scali, a jego pierwszy samodzielny debiut w roku 1978 zapoczątkował jego międzynarodową karierę. Otworzyły się przed nim drzwi oper włoskich, angielskich, niemieckich, a także amerykańskich. W latach 1988–2004 prowadził holenderską Koninklijk Concertgebouworkest. Od roku 2005 do 2016 współpracował z niemiecką Operą Lipską i Orkiestrą Gewandhausu. W 2015 został mianowany dyrektorem muzycznym La Scali.

## Odznaczenia
- Wielki Oficer Orderu Zasługi Republiki Włoskiej (1994)[2]
- Kawaler Krzyża Wielkiego Orderu Zasługi Republiki Włoskiej (1998)[3][4]
- Kawaler Orderu Lwa Niderlandzkiego (1998)[4]